# Su Song
Su Song (xinès simplificat: 苏颂, xinès tradicional: 蘇頌; pinyin: Sū Sòng, nom de cortesia: Zirong子容) (1020—19 de juny 1101) va ser un erudit xinès que es va especialitzar com a enginyer, poeta, naturalista, antiquari, i ambaixador de la dinastia Song (960-1279).

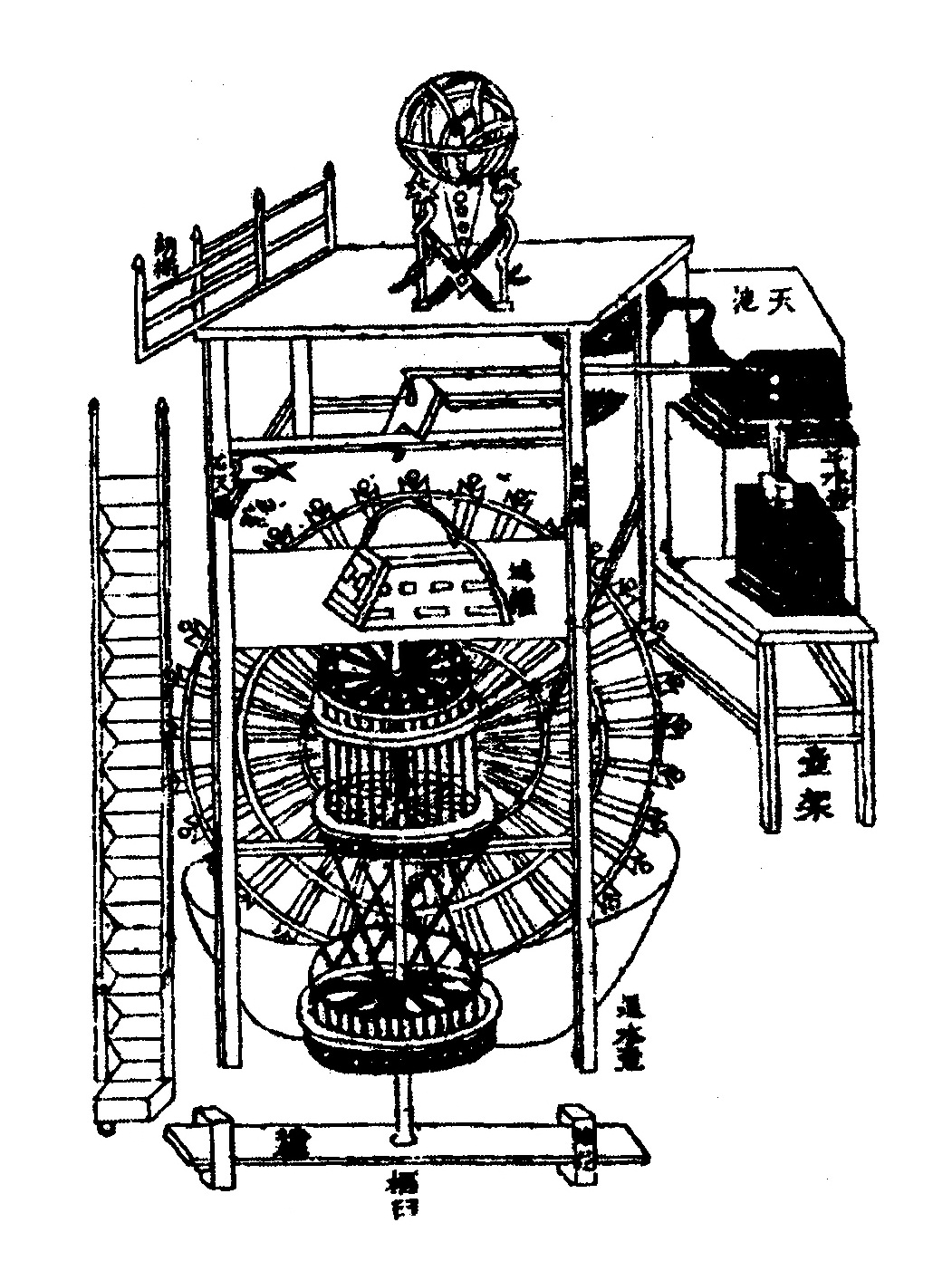
L'esquema original del llibre de Song mostra el funcionament intern de la torre del rellotge, per obtenir més informació, feu clic en aquesta imatge en miniatura.

Song va ser l'enginyer que va elaborar la Torre de rellotge en l'Edat Mitjana a la ciutat de Kaifeng, que funcionava per mitjà d'un sistema hidràulic. A més, va emprar un mecanisme d'escapament. El mecanisme d'escapament que Song va utilitzar havia estat inventat pel monjo budista Yi Xing, i va ser l'any 725 quan el govern de Liang Lingzan el va fer funcionar amb el mecanisme de l'esfera armil·lar, malgrat que Song va ser el primer a utilitzar una esfera armil·lar en un rellotge mecànic. A més, la torre de Song és la més antiga a utilitzar un sistema de cadenes de transmissió —anomenat en xinès tu tian (天梯)—, o «escala celestial», com es mostra en el seu retrat de rellotgeria. La torre de rellotge tenia 133 sistemes mecànics diferents per indicar i fer sonar l'hora. El tractat de Song que parla sobre la Torre de rellotge (Xinyi Xiangfayao, 新儀象法要), està intacte des de la seva creació el 1092; de la mateixa manera la publicació oficial impresa el 1094. El llibre ha estat analitzat per diversos estudiosos com Joseph Needham.
L'estructura més famosa de Song va ser desmantellada a causa de la invasió de l'exèrcit Jurchen l'any 1127, i, encara que es van fer intents per tornar a aixecar la torre del rellotge, mai es va reconstruir amb èxit. Si bé, el tractat de Xiangfayao Xinyi va ser el més conegut, Song tenia altres treballs compilats. Va fer un atles amb diversos mapes de les estrelles, mapes terrestres, així com un tractat de farmacologia. En aquest últim es van discutir temes relacionats amb la mineralogia, zoologia, botànica, i metal·lúrgia.
Temps després, jesuïtes europeus van viatjar a la Xina; va ser el cas de Mateo Ricci i Nicolas Trigault, els quals en els seus escrits van esmentar breument els rellotges xinesos que utilitzaven un sistema de transmissió en cadena. Els primers visitants europeus a la Xina van creure erròniament que la tecnologia xinesa no passava de la clepsidra, els rellotges de foc i de sol Van creure, per tant, que els mecanismes de rellotgeria eren nous a la Xina i que podria ser quelcom molt valuós que els europeus podien oferir. Encara que no és tan prominent com el període de la Dinastia Song, hi ha textos contemporanis de la dinastia Ming (1368—1644) que descriuen una història relativament intacta dels dissenys dels rellotges mecànics a la Xina d'ençà el segle xiii fins al segle xvi.

## Vida i obra

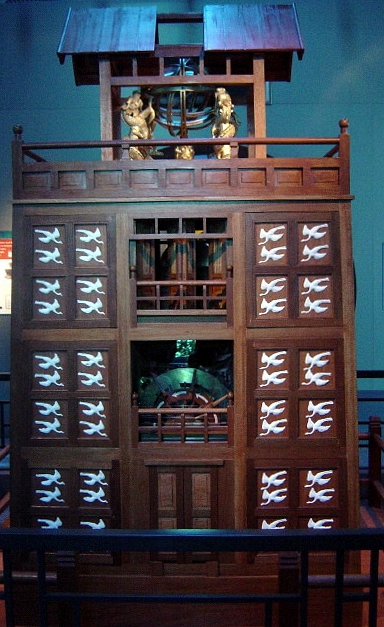
Model a escala de la Torre del rellotge astronòmic.

### Carrera com a erudit oficial
Su Song va néixer a l'actual Fujian, prop de la ciutat medieval Quanzhou. Igual que el seu contemporani Shen Kuo (1031—1095) Song va ser un polímata, i va passar al fet que la vida de Song fos escrita pel seu col·lega més jove, un estudiant de Hanlin: Ye Mengde (1077—1148). Song, en la seva joventut va arribar a dominar els exàmens provincials i va arribar al capdamunt de la llista dels nominats per escriure el millor assaig sobre els principis generals i l'estructura del calendari xinès. Des de molt primerenca edat, l'interès per l'astronomia i la ciència del calendari, el portarien per un camí per ser distingit com un buròcrata erudit. En el seu temps lliure li agradava escriure poesia, que va ser la mateixa eina que va utilitzar per lloar les obres dels artistes com Li Gonglin (1049—1106). També era antiquari i col·leccionava obres d'art antigues de la Dinastia Song.
Quant a la política, Song va aconseguir el lloc d'ambaixador i president del Ministeri de Personal a la capital de Kaifen, i també era conegut com a expert en administració i finances. Després de servir en el Ministeri de Personal, es va convertir en ministre de justícia l'any 1086. Va ser nomenat com a distingit director de la «Acadèmia d'Il·lustres Acadèmics», on en 1063 va editar, va redactar i va agregar un prefaci de l'obra clàssica Huainanzi de la dinastia Han (202 a. C.—220). Al final, Song va pujar al lloc de vicepresident de la cancelleria xinesa. Entre les moltes posicions honorables i títols atorgats, Song va ser un dels tutors de l'hereu suplent a l'Imperi xinès. En la cort, va optar per distanciar-se de les rivalitats polítiques dels conservadors, encapçalada pel primer ministre Sima Guang (1019—1086), i els reformistes encapçalats pel primer ministre Wang Anshi (1021—1086), encara que molts dels seus col·laboradors van ser d'acció conservadora. El 1077 va ser enviat en una missió diplomàtica cap al nord de la Xina, a la dinastia Liao dels kitan. L'intercanvi d'idees sobre la ciència del calendari va ser el principal punt tractat, ja que els Liao van crear el seu propi calendari l'any 994. Song va comentar a l'emperador de la seva regió, —amb una mica de vergonya— que el calendari dels kitan era una mica més precís que el d'ell, donant lloc a la imposició de multes i càstigs per part de l'Oficina d'Astronomia i Calendari. Com a prova del problema del calendari de Song, es narra la següent anècdota: «Song anava a viatjar al nord de Liao, per arribar ràpidament a una festa d'aniversari, la qual va coincidir amb un solstici d'hivern del calendari de Song», però en realitat, el solstici d'hivern era un dia després, com s'establia al calendari de Liao. L'historiador Liu Heping afirma que l'emperador Zhezong de Song, va patrocinar la Torre del rellotge de Song el 1086 amb la finalitat de competir amb la torre de Liao per "superioritat científica i nacionalitat". El 1081 el tribunal va instruir a Song per compilar en un llibre, la història diplomàtica de les relacions Liao-Song, una tasca complexa, que una vegada acabada va constar de 200 volums. Amb el seu ampli coneixement en la cartografia, Song va ser capaç de resoldre una disputa fronterera entra les dinasties Liao i Song.

### Astronomia

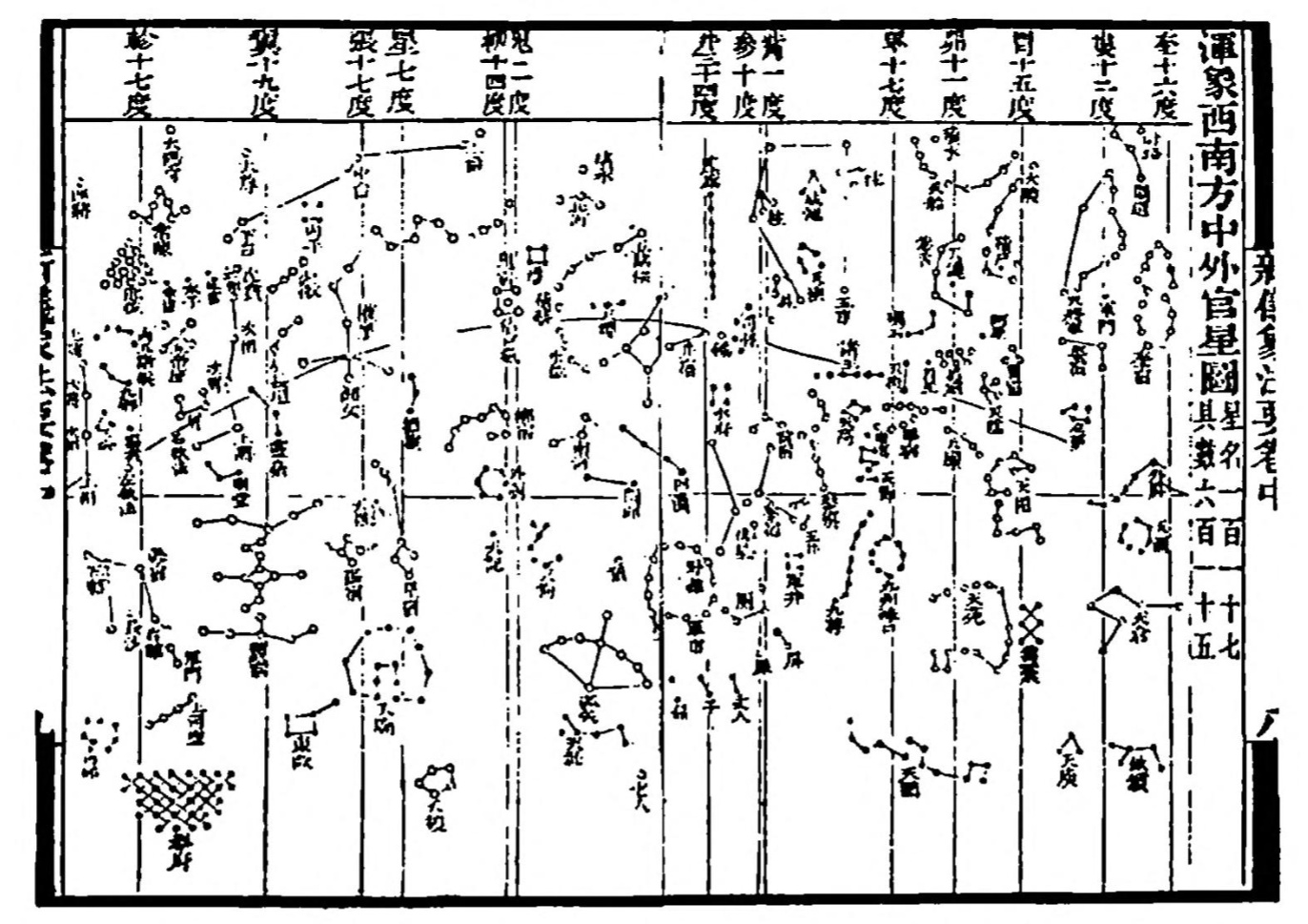
Mapa de les estrelles amb la projecció cilíndrica equidistant, a partir del tractat Xinyi Xiangfayao.

Song va crear un atles geogràfic (en 5 mapes per separat) que tenia els fusos horaris entre els Xiu (mansions lunars) que formen els meridians astronòmics, amb estrelles marcades en una projecció cilíndrica equidistant a cada costat de la línia equatorial, i per tant, estava ben realitzat amb les distàncies al nord polar establertes per Song. D'altra banda, Song, possiblement va prendre avantatge dels descobriments astronòmics del seu rival polític i astrònom contemporani Shen Kuo. Això és així perquè en el quart mapa d'estrelles, Song col·loca l'estrella polar entre Tian-shu (-350 graus) i el corrent polar, la qual cosa va ser el càlcul més precís (en 3 graus) que Shen Kuo havia fet en observar l'estel polar en un període de tres mesos amb el seu tub d'observació millorat. Va haver-hi molts mapes estel·lars escrits abans que el llibre de Song, però la importància d'aquests llibres és que tenen de forma impresa els mapes més antics d'estrelles existents.

### Farmacologia, botànica, zoologia i mineralogia

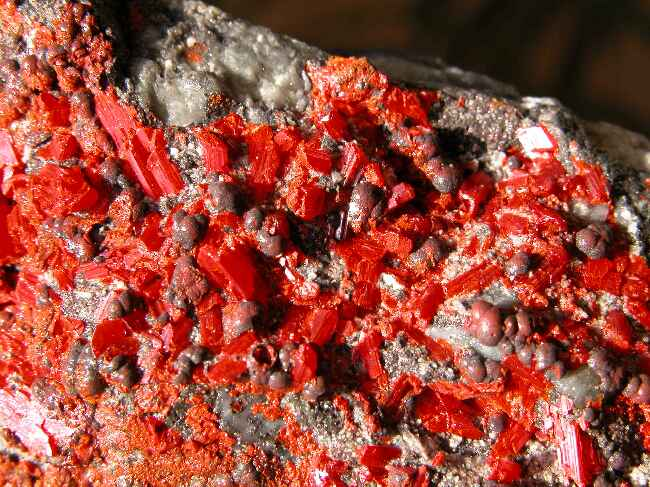
Su Song va categoritzar i va descriure amb precisió els atributs de molts minerals, incloent la superfície de color vermell i picada, del realgar de la imatge.

El 1070, Su Song, i un equip d'erudits van compilar i van editar el Tujing Bencao (Farmacopea Il·lustrada, material original des de 1058 fins al 1061), el qual era un tractat de botànica farmacèutica, zoologia i mineralogia. En la recopilació d'informació per al coneixement farmacèutic, Su Song va treballar amb notables estudiosos com Zhang Yuxi, Yi Lin, Dong Zhang, i molts altres. Aquest tractat documenta una àmplia gamma de pràctiques farmacèutiques, incloent l'ús d'efedrina com a droga. Inclou informació valuosa sobre la metal·lúrgia i les indústries de l'acer i de ferro durant el segle xi xinès. Va crear un enfocament sistemàtic per a l'ús dels diferents minerals i el seu ús en els begudes medicinals, totes les formes conegudes de la mica per al seu ús curatiu a través de la digestió. Va escriure sobre la fractura subconcoidea del cinabri, les petjades de les vetes dels minerals i la descripció proporcionada dels seus cristalls. Igual que el científic alemany Georgius Agricola, que va escriure que les vetes de minerals es formaven pels corrents d'aigües subterrànies, Su Song va fer declaracions similars però amb el carbonat de coure (II), i d'igual manera Bencao Rihua ho va fer amb el sulfat de coure (I). El llibre de Song va ser el primer tractat escrit a la Xina per descriure el lli, a l'urtica thunbergiana i al castany japonès. D'acord amb Edward Schafer, Su Song va descriure amb precisió la qualitat translúcida del realgar, l'origen de realgar des de les menes oposades en els congosts rocosos dels rius, que el seu motlle resulta foradat, que aconsegueix un color vermell fosc, gairebé violeta i que el mineral varia en grandària, podent ser des de la mida d'un pèsol fins al d'un anou. Prenent com a evidència l'obra antiga de Cheng Hsuan (127—200), Song intueix que els metges de la dinastia Zhou utilitzaven el realgar com a medicament per guarir les úlceres. Es creu que en l'època de Song els "cinc verins" utilitzats en l'imperi de Zhou eren el cinabri, el realgar, la calcantita, l'alum i la magnetita. Song va fer una descripció sistemàtica dels animals i de les regions ambientals on podrien ser oposats, igual com ho va fer amb diferents espècies de crancs d'aigua dolça, de mar i de terra. Per exemple, va assenyalar que l'espècie de cranc d'aigua dolça Eriocher sinensis podria ser trobat en el riu Huai, passant per Anhui, en les vies fluvials properes a la capital, així com en els embassaments i pantans de Hebei. El llibre de Song va ser copiat i conservat dins del Bencao Gangmu de la dinastia Ming (1368*1644) pel físic i farmacòleg Li Shizhen (1518—1593).

### Rellotgeria i l'enginyeria mecànica
Song ha compilat un dels millors tractats xinesos de rellotgeria en l'edat mitjana, després d'envoltar-se d'un seguici de notables enginyers i astrònoms per ajudar-li en diversos projectes: Xinyi Xiangfayao (literalment, «Fonaments d'un nou mètode per mecanitzar la rotació d'una esfera armil·lar i un globus celeste»), escrit el 1092, va ser el seu últim treball en l'àmbit de la rellotgeria i en el treball dels rellotges. Afortunadament aquest llibre va ser fet amb 47 il·lustracions diferents amb gran detall dels treballs mecànics de la seva torre del rellotge.
El projecte més gran de Su Song va ser la torre del rellotge astronòmic impulsada amb aigua de 12,19 m d'altura, construït a Kaifeng, el model pilot de la fusta es va completar el 1088, els motlles de bronze el 1090, mentre que el treball complet es va acabar el 1094, durant l'imperi de Zhezong de Song L'emperador havia encarregat anteriorment a Han Gonglian, secretari interí del Ministeri del Personal, per dirigir el projecte, però pel lideratge de Song, el projecte li va ser lliurat a ell i no a Han Gonglian. El 1086 l'emperador va ordenar a Song que construís el Hun Yi o rellotge armil·lar, perquè hi hagués un nou rellotge armil·lar a la ciutat. Song va treballar amb l'ajut de Han Gong-lian, que va aplicar els seus extensos coneixements matemàtics per a la construcció de la torre del rellotge. Un model de fusta a escala de la torre va ser el primer que va crear Song, una peça on es detallava les peces de la torre original. Al final la torre va quedar amb moltes característiques fascinants, com el ser impulsada per aigua, la rotació armil·lar en l'àmbit superior de la torre, el seu pes de 10 a 20 t, un globus celeste de bronze en la part superior col·locat al centre de 1,37 m de diàmetre, mecànicament temporitzat, autòmats o maniquins girant amb vestits de hanfu (roba tradicional) en miniatura que sortien per una porta per anunciar l'hora de dia mitjançant la designació de la lectura de plaques, el so de les campanes i dels gongs o colpejant tambors, un ús sofisticat d'engranatges oblics i un mecanisme d'escapament, així com una façana en l'exterior simulant una pagoda xinesa. Un cop acabada, la torre va ser anomenada Shui Yun Yi Xiang Tai o Torre de l'esfera d'accionament hidràulic amb un globus.
Joseph Needham va comentar:
| « | Després de la invenció de l'escapament l'any 725 (dinastia Tang) va haver-hi una gran florida de les rodes dentades de rellotges i cronòmetres, que va culminar amb l'obra mestra de bronze i ferro elaborada per Song el 1088 dC. | » |

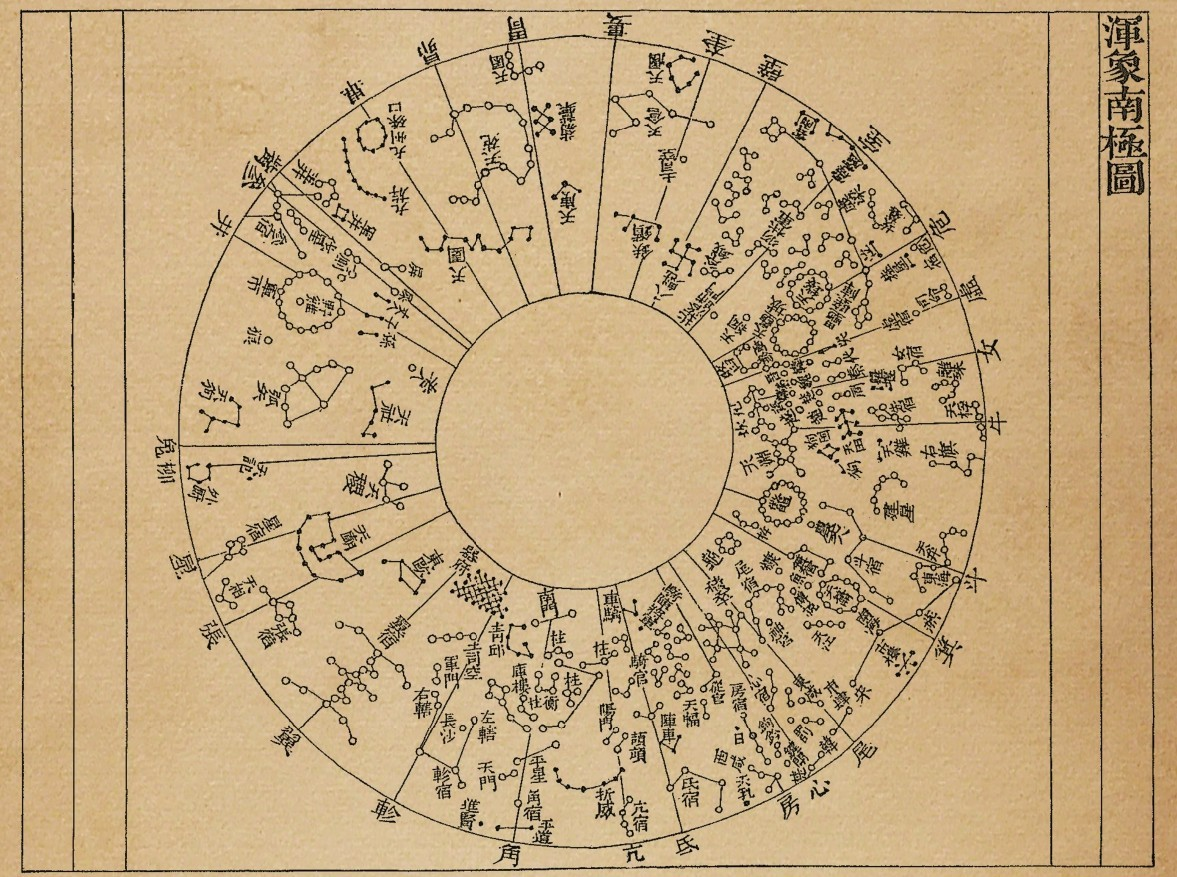
Mapa estel·lar de la projecció del pol sud, del globus celeste de Song, Xin Yi Xiang Fa Yao, 1092.

Anys després de la mort de Song, la capital de Kaifeng va ser saquejada i presa el 1127 pels yurchen de la zona de Manxúria sota el comandament de la Dinastia Jin. La torre del rellotge va ser desmantellada peça per peça pels yurchen, els qui van canviar les peces originals per reconstruir-la en l'actual Pequín. No obstant això a causa de la complexitat de la torre, no van ser capaços de reconstruir-la novament amb èxit. El nou emperador Gaozong de Song, va instruir al fill de Song, Su Xie, perquè reconstruís la torre de nou en el seu lloc, i Su Xie es va posar a treballar en l'estudi dels textos del seu pare, juntament amb altres experts en la matèria. No obstant això, tampoc van tenir èxit en la creació d'una altra torre del rellotge, convencent-se així Xie que el seu pare havia deixat deliberadament alguns components essencials de la seva obra escrita i diagrames perquè altres no els robessin les seves idees.
Com assenyala el sinòleg i historiador Derk Bodde, el rellotge astronòmic de Song no va deixar lloc perquè es donés una nova generació massiva de rellotges a la Xina, ja que el seu treball era en gran part un esforç patrocinat pel govern exclusiu dels astrònoms i els astròlegs en la cort imperial. Malgrat això, el llegat de Song en la mecànica no va posar fi a la construcció de la torre. El 1150, l'escriptor Xue Jixuan va assenyalar que existien quatre tipus de rellotges en els seus dies; la clepsidra, el rellotge de foc, el rellotge de sol i el rellotge de fons rotatori i deus. Les regles de la dinastia Yuan van tenir un gran interès en els avanços de la rellotgeria mecànica. L'astrònom Guo Shoujing va ajudar a restaurar l'antic observatori de Pequín el 1276, on es va dissenyar una esfera armil·lar amb funcionament hidràulic amb preses de rellotge aplicades plenament i fent sonar les hores. Complexos engranatges per a rellotgeria d'origen xinès es van seguir usant en la dinastia Ming amb nous dissenys impulsats amb ajuda de la sorra en comptes d'aigua per proporcionar una força motriu a la transmissió de la roda i alguns rellotges mings amb la reducció d'engranatges que els rellotges de Song. El primer disseny de rellotge de sorra va ser realitzat per Zhan Xiyuan al voltant de l'any 1370, que va incloure no només l'esfera armil·lar de Song sinó també un nou dial, damunt d'un punter circular igual que els nous rellotges europeus de la mateixa època.

## Mecanisme d'escapament de Song

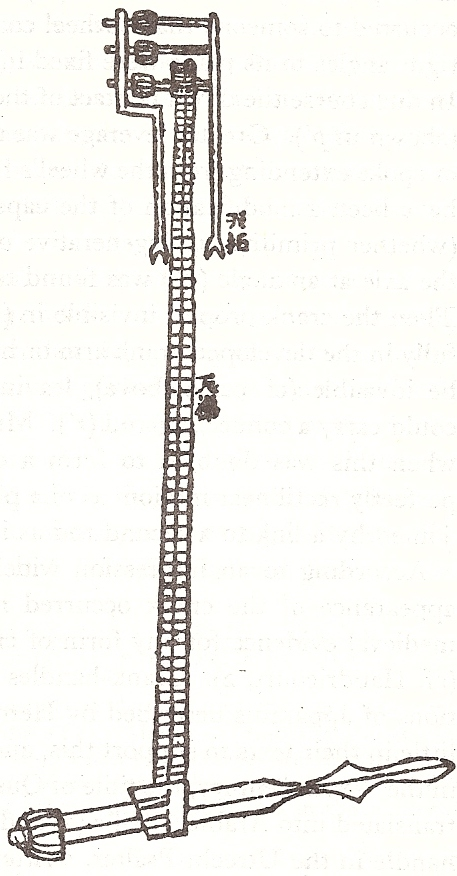
La il·lustració més antiga coneguda d'una interminable transmissió d'energia amb la cadena de transmissió, en el llibre de Song de 1092, es va anomenar la "escala celestial" i va ser utilitzat per a l'acoblament de l'eix motriu principal de la seva torre del rellotge a la caixa de l'esfera d'engranatges armil·lar (que estava muntada en la part superior de la torre).

En el dispositiu de Song hi havia "bieles d'acció progressiva sínia de l'acció de la detenció de la fugida i l'alliberament" per tal d'aconseguir que la gravetat exercida periòdicament a mesura que el flux continu de líquid ompli els recipients de grandària limitada. En una sola línia de l'evolució, el rellotge de Su Song per tant, unit al concepte de la clepsidra i el rellotge mecànic en l'execució d'un sol dispositiu per la mecànica i la hidràulica. En el seu memorial, Su Song, va escriure sobre aquest concepte:
{{cita|Segons l'opinió del teu serf hi ha hagut molts sistemes i dissenys d'instruments astronòmics durant les dinasties passades totes diferents entre si en aspectes menors. Però el principi de la utilització d'aigua d'alimentació per al mecanisme de conducció ha estat sempre el mateix. Els cels es mouen sense parar, però també ho fa el flux d'aigua (i caiguda). Així, si l'aigua està feta per abocar amb regularitat perfecta, llavors la comparació dels moviments de rotació (dels cels i la màquina) no mostrarà cap discrepància o contradicció, ja que l'infatigable segueix la incessant.
En el seu escrit, Song va acreditar, com el predecessor de la seva obra del rellotge, la potència de l'esfera armil·lar hidràulica de Zhang Heng (78—139), un científic xinès que va viure abans que ell. L'esfera armil·lar de Song va ser també fortament influenciada amb l'esfera armil·lar de Zhang Sixun (976 dC), que també va utilitzar el mecanisme d'escapament i líquid de mercuri en comptes d'aigua en la sínia de la seva torre del rellotge astronòmic (ja que el mercuri líquid no es congela durant l'hivern, no es corroeix i no oxida els components metàl·lics amb el temps). No obstant això, Song va afirmar en el seu escrit que després de la mort de Zhang, ningú va ser capaç de replicar el dispositiu, igual que el d'ell. Els mecanismes de rellotgeria mecànics per a la torre astronòmica de Su Song van comptar amb una gran conducció de rodes que tenien 3,35 metres de diàmetre, amb 36 boles en la seva circumferència, en cadascun dels quals l'aigua s'abocava al tipus uniforme de la "constant de nivell de tanc (Needham, figura. 653). El principal eix motriu de ferro, tenia els seus colls cilíndrics recolzats en coixinets en forma de mitja lluna, acabat en un pinyó que engranava amb una roda dentada en l'extrem inferior de l'eix de la transmissió vertical. Joseph Needham ofereix una descripció general de la pròpia torre del rellotge:
| « | El treball del rellotge de Song, impulsat per una roda hidràulica, perfectament tancats i dins de la torre, es gira una esfera armil·lar d'observació en la plataforma superior i un globus celeste en el pis superior. El so que fa per anunciar el temps es va complir visual i sonorament per les actuacions de nombrosos connectors instal·lats a les vuit rodes superposades d'un eix de temps de manteniment i que apareix en les finestres en l'estructura de pagoda com en la part davantera de la torre. Dins de l'edifici, a uns 12,19 metres d'altura, la conducció de la roda va ser proveïda amb una forma especial d'escapament, i l'aigua es bombeja de nou als tancs periòdicament per medis manuals. L'indicador de temps ha d'haver inclòs un engranatge de conversió, ja que donava resultats "desiguals", amb senyals de temps iguals, i l'esfera probablement tenia això. El tractat del rellotge de Song, Hsin I Hsiang Fa Yao, constitueix un clàssic de l'enginyeria rellotgera. | » |

La redacció anterior comprèn a la il·lustració 650, mentre que la figura 656 mostra les sínies superiors i inferiors amb els seus tancs i la roda manual per operar-les.
La fig. 657 mostra una foto del lloc en miniatura i a escala reduïda dels fonaments del mecanisme d'escapament en una il·lustració (en el llibre de Song), amb el subtítol de Needham, exposada en aquesta cita: "El mecanisme del 'equilibri celestial' o l'escapament d'un rellotge de Su Sung (Xinyi Xiangfayao..., capítol 3, pàg. 18b)" Aquesta última figura està cuidada per etiquetes.
- Un bloqueig superior dret.
- Enllaç superior
- Bloqueig superior esquerre
- eix o pivot
- cadena llarga
- contrapès superior
- embornal
- comprovació de forquilla de la palanca de contrapès inferior
- acoblament de la llengua
- contrapes principal (és a dir, menor).

La figura 658. mostra una figura més complexa amb mitja pàgina d'il·lustració a escala del gran mecanisme d'escapament de Song, etiquetant aquestes parts individuals que interactuen entre si:
- Raig de la roda parat
- bloqueig superior esquerre
- bola farcida
- doll d'aigua del tanc de nivell constant
- contrapès petit
- control de l'estisora disparada per un passador de projecció en l'esfera, formant l'extrem proper
- palanca amb equilibri en la part inferior
- Contrapès menor
- llengua d'acoblament,
- cadena llarga
- palanca d'equilibri superior, que té en el seu extrem més allunyat
- contrapès superior, i en el seu extrem proper
- una cadena de curta que es connecta amb el pany superior per sota
- bloqueig superior dret[53]

## La cadena de transmissió sense fi
La més antiga representació d'una cadena de transmissió sense fi és la que es troba en el tractat de la rellotgeria de Song. S'utilitza en la rellotgeria per a l'acoblament de l'eix d'accionament principal de la caixa del canvi de l'esfera armil·lar (girant tres pinyons petits), com es veu en la figura Needham. 410 i la fig. 652. Aquest pertanyia a l'extrem superior de l'eix de transmissió vertical principal, la incorporació dels engranatges en angle recte i els engranatges oblics connectats per un eix curt de ralentí. La corona dentada anomenat l'anell de moviment d'engranatges diürns estava en condicions al voltant de l'estructura de l'esfera armil·lar al llarg del paral·lel de declinació prop del pol sud. Encara que l'antic grec Filó de Bizanci (segle iii aC) fa una espècie de cinta sense fi per a la seva revista arcuballista, la qual no transmet energia contínua, aquesta va ser la font d'influència per a la cadena de transmissió de Song coneguda a la Xina des de la dinastia Han (202 aC—220). En el tractat de la rellotgeria Song afirma el següent:
{{cita|La cadena de transmissió (escala celestial, literalment) és de 5,9 m de llarg. El sistema és el següent: Una cadena de ferro amb les baules unides entre si, per formar un circuit sense fi; aquesta penja des de la part superior de la roda de la cadena que està ocult en la columna que sosté l'esfera armil·lar central i també passa en la part baixa de la roda de la cadena, que està muntada en l'eix principal. Cada vegada que una baula es mou, una dent de l'engranatge es mou cap a endavant i gira el component d'organitzadors de temps, seguint així el moviment del sol.
A més, les corones dentades i els engranatges d'accionament superior tenien cadascun unes 600 dents, que per l'acurada precisió matemàtica de Song, els càlculs del dia estaven dividits en unitats d'1/600.

## Esfera armil·lar de Su Song
En el tercer volum de Joseph Needham de Ciència i civilització a la Xina, el dibuix de la figura 159, mostra un dibuix de l'esfera armil·lar de Su Song (com es mostra en el seu tractat del segle xi), amb tres dels nius o les capes de la mecànica de rotació dels anells. Va ser l'astrònom xinès Li Chun-feng de la dinastia Tang, que en el 633 AC. va crear l'esfera armil·lar en primer lloc amb tres capes per calibrar múltiples aspectes de l'observació astronòmica. L'esfera armil·lar de Zhang ha estat sovint comparada amb la del segle xiii del monarca Alfons X de Castella en l'època islàmica d'Espanya. La principal diferència era que l'instrument d'Alfons va oferir un acord per realitzar mesuraments de l'azimut i l'altura, que estava present en la tradició àrab, mentre que l'esfera armil·lar de Su Song es va graduar degudament. Per a l'elaboració de l'esfera armil·lar de Song, el llistat de components són:
- El niu exterior[58]
  - Cercle del meridià
  - Cercle de l'horitzó
  - Entorn de l'equador exterior
- El niu d'al mig[58]
  - Solstici del cercle colur
  - Cercle eclíptic
  - moviment diürn d'engranatges d'anell, que connecta amb el poder de tracció
- El niu de l'interior[58]
  - Cercle polar muntat en la declinació de l'anell o un angle de fus horari
  - Tub d'observació que se li atribueix, i reforçat per un reforç diametral
- Altres parts[58]
  - Columna vertical que oculta l'eix de transmissió
  - Columnes de suport en forma de dracs
  - Peça transversal de la base, la incorporació de nivells d'aigua
  - Centro del pol sud
  - Centro del pol nord

## Llegat de l'escrit de la transmissió mecànica de Song
Quan el Xinyi Xiangfayao de Song va ser escrit el 1092 i va finalitzar la monografia de la rellotgeria presentat el 1094, el seu treball va ser publicat i distribuït àmpliament al nord, mentre al sud, la impressió i circulació de la seva obra no va ser àmpliament distribuït fins a Shi Yuanzhi de Jiangsu va fer imprimir allí el 1172.
En presentar el projecte de la torre del rellotge a l'emperador Zhezong, Song va comparar el flux constant d'aigua amb els moviments continus dels cels, l'últim dels quals simbolitzaven el poder incessant de l'emperador. Aquest va apel·lar a l'emperador, que va comptar amb obres d'art que representaven la torre del rellotge en els vehicles de les principals processons imperials, com es mostra en la il·lustració de la processó del carro Grand Imperial de 1053.
L'últim erudit de la dinastia Ming/Qing ha mantingut un antic treball de Song, que reprodueixen fidelment en una edició recentment impresa. Es va tenir també especial cura a evitar qualsevol nova formulació o inconsistències amb el text original. Una vegada més, va ser reimprès posteriorment per Zhang Xizu (1799—1844).
Curiosament, el tractat de Su Song del rellotge astronòmic no va ser l'únic de la Xina en els seus dies, com el Song Shi (compilat el 1345), els registres del tractat escrit de la Tianjiyao Shuiyunhun (Wade-Giles: Shui Yun Hun Thien Chi Yao; lit. Fonaments de la [Tècnica de] aparell de presa d'Astronomia girar per la força de l'aigua), escrit per Juan de Taifa. No obstant això, aquest tractat no s'ha conservat.
En l'àmbit de la investigació moderna, el bioquímic britànic i historiador de la ciència xinesa Joseph Needham (1900—1995) (conegut com a Li Yuese a la Xina) va fer una extensa investigació i anàlisi dels textos de Su Song i diversos assoliments en la seva Ciència i Civilització en la sèrie de llibres de la Xina. Joseph Needham també relacionat amb molts passatges detallats de l'època medieval xinesa, amb la vida de Song i amb els assoliments coneguts en la seva època. El 1956, John Christiansen va reconstruir un model de la torre del rellotge de Su Song, en un famós dibuix, que va atreure l'atenció a Occident, cap a l'enginyeria xinesa del segle xi. Un model en miniatura del rellotge de Su Song va ser reconstruïda per John Cambridge i està ara en exhibició en el Museu de Ciències de Londres a South Kensington. A la Xina, la torre del rellotge va ser reconstruït a una cinquena part de la seva escala real, per Wang Zhenduo, que va treballar per al Museu Històric de la Xina a Pequín, en la dècada de 1950.